# Ian O’Brien-Docker

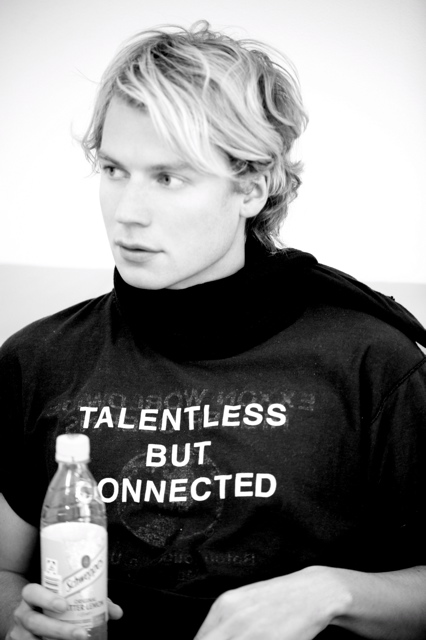
Ian O’Brien-Docker, Backstage bei MTV 2007

Ian O’Brien-Docker (* 28. Juli 1977 in Hamburg) ist ein deutscher Songwriter, Musikproduzent und ehemaliger Pop-Rock-Musiker.

## Leben
Ian O’Brien-Docker wuchs wie seine Schwester Joanna in Hamburg mit irisch-kanadischen Eltern, Robin Luthe und John O’Brien-Docker, auf. Sein Vater John O’Brien-Docker war Komponist, Arrangeur, Texter und Verleger und als Musiker in den 1960er Jahren durch die Band The City Preachers bekannt. Ian O’Brien-Docker spielt vier Instrumente (Schlagzeug, Piano, Gitarre, Bass) und führt seit 2010 sein Produktionsstudio DamienDamien in Hamburg.
Musik spielte in O’Brien-Dockers Leben eine große Rolle. Schon mit drei Jahren vergnügte er sich am Schlagzeug seines Vaters in dessen Tonstudio im Keller des Wohnhauses, mit sechs Jahren wechselte er zum Klavier und bekam klassischen Unterricht. Als er 13 Jahre alt war, entdeckte er die Gitarre und den Rock ’n’ Roll für sich. Zunächst spielte er in der Schülerband Sils Maria, mit der er zwei Alben aufnahm, die bei Polydor/Universal erschienen.
Nach dem Abitur tourte er mit unterschiedlichen Bands und sammelt parallel seine ersten professionellen Studio Erfahrungen u. a. in den renommierten H.O.M.E.-Studios. Dort begann die Zusammenarbeit u. a. mit David Jost als Co-Writer, Produzent und Musical Director. Im weiteren Verlauf arbeitete er mit dem Produzenten- und DJ-Duo Kid Alex an mehreren Tracks für ihre Alben Colorz (2004) und Restless (2006) und war Teil der Band.
2006 wird O’Brien-Docker als Solo-Artist von Virgin Group / EMI in Berlin unter Vertrag genommen.
Am 23. Februar 2007 wurde sein Album Sometimes I Wish I Had a Terrible Childhood So That at Least I’d Have an Excuse – welches er im Alleingang aufgenommen, produziert, gespielt und geschrieben hat – veröffentlicht. Die Singles Totally Alright und The Beginning wurden zu Radio-Hits. The Beginning erreichte Platz 1 der Deutschen Club-Charts. Die Single Vanity Fair wurde für die Media-Kampagne zur Einführung des deutschen Ablegers des amerikanischen Magazins Vanity Fair ausgewählt.
2011 erlangte der Titel Geronimo der dänischen Künstlerin Aura Dione europaweit Gold- und Platin-Status mit O’Brien-Docker als Co-Autor und Produzent. In Deutschland, Dänemark, Österreich & Schweiz erreichte der Song Platz #1 der Single-Charts. Der Song 22nd Century der US-Sängerin Kelis mit ihm als Co-Autor erschien auf den Album Flesh Tone, wo auch u. a. David Guetta, Benny Benassi, will.i.am Songs beisteuern.
2011–2013 arbeitete er im Auftrag von Interscope US u. a. für Far East Movement feat. Justin Bieber, Nicole Scherzinger, Keri Hilson& Limp Bizkit.
In Hamburg gründete O’Brien-Docker die Produktionsfirma DamienDamien. Er und sein Team komponieren Markensongs für nationale und internationale Werbekampagnen u. a. für Audi, BMW, Mercedes-Benz, Lufthansa, Lamborghini, Nintendo, McDonald’s, Douglas, Veltins, Obi, Edeka Krombacher etc., welche mehrfach mit Preisen ausgezeichnet wurden.
O’Brien-Docker arbeitet weiterhin auch mit Musikern zusammen, u. a. mit US Singer-Songwriter Steven A.Clark. Dessen Album Where Neon Goes To Die erschien 2018 beim Label Secretly Canadian und wurde von Boys Noize produziert.

## Diskografie

### Alben
- 2007: Sometimes I Wish I Had a Terrible Childhood, So That at Least I’d Have an Excuse

### Singles
- 2006: Totally Alright
- 2006: The Beginning
- 2007: Vanity Fair
- 2007: Mornings are the Worst

### Zusammenarbeit mit anderen Künstlern
- 2002: Traurig – Laith Al-Deen (Co-Autor)
- 2003: Es ist nicht wie du denkst – Heinz Rudolf Kunze (Co-Autor)
- 2004: St Tropez – Kid Alex (Co-Autor)
- 2005: All or Nothing – Kid Alex (Co-Autor)
- 2005: Blaze – Kid Alex (Co-Autor)
- 2010: 22nd Century – Kelis (Co-Autor)
- 2011: Pretty Girl Rock (Radio Mix) – Keri Hilson (Produzent)
- 2011: Shotgun (Radio Mix) – Limp Bizkit (Produzent)
- 2011: Wet (Radio Mix) – Nicole Scherzinger (Produzent)
- 2011: Geronimo – Aura Dione, (Co-Autor, Produzent)
- 2012: Live My Life (Remix) – Far East Movement feat. Justin Bieber (Produzent)

### Videos
- 2006: Totally Alright (Regie: Joern Heitmann)
- 2007: The Beginning (Regie: Til Obladen)
- 2007: Mornings are the Worst (Regie: Ian O’Brien-Docker)

## Sonstiges
Ehemalige Bands:
- Sils Maria[1]
- Flash & Gordon
- Kid Alex